# Фелан, Юнити
Юнити Сиклс Филан (англ. Unity Sickles Phelan; род. февраль 1995, Принстон) — американская балерина. Присоединилась к труппе Нью-Йорк Сити балета в 2013 году и была повышена до ранга примы-балерины (principal dancer) в 2021 году. Помимо работы в балете, также снималась в фильмах «Джон Уик 3» (2019) и «Думаю, как всё закончить» (2020).

## Биография
Родилась в Принстоне, штат Нью-Джерси. Её отец основал компанию в сфере здравоохранения и был её генеральным директором, а мать — международный налоговый консультант и партнёр в национальной консалтинговой и аудиторской фирме. По словам Филан, родители выбрали ей имя «Юнити» («Единство»), потому что им понравилась его идея.
Балетом начала заниматься в 4 года в Принстонской балетной школе, последовав за своей старшей сестрой. В 13 лет поступила на летнюю программу Школы американского балета в Нью-Йорке и была приглашена на годичное обучение. Родители сначала считали, что она слишком молода, но на следующий год ей разрешили переехать и учиться там постоянно. Потом училась в Школе американского балета три года. Параллельно окончила Профессиональную школу для детей в 2012 году.
В 2012 году стала стажёром в Нью-Йоркском городском балете, а в 2013 — членом кордебалета. В этом составе исполняла роли в Stairway to Paradise из балета Who Cares?, Episodes, па-де-труа в Agon и в Symphony in Three Movements.
В 2015 году дебютировала в роли Сахарной феи в Щелкунчике Баланчина. В 2016 году хореограф Кристофер Уилдон выбрал её для главной роли в балете American Rhapsody, а Лорен Ловетт — для For Clara. В том же году она исполнила роль Росинки (Dewdrop) в Щелкунчике. В 2017 году исполнила роль в The Shimmering Asphalt Понтуса Лидберга.
В 2017 году её повысили до солистки. С этого времени исполняла ключевые партии в таких балетах, как:
Emeralds из Jewels, Сон в летнюю ночь, Liebeslieder Walzer, Орфей, Divertimento № 15, Dances at a Gathering, In G Major, Antique Epigraphs, Polyphonia, DGV: Danse à Grande Vitesse, Herman Schmerman и др.
Также участвовала в постановках Джастина Пека (Easy), Лорен Ловетт (The Shaded Line) и Алексея Ратманского (Voices).
В 2017 году она исполнила па-де-де из Agon с солистом Американского театра балета Келвином Ройалом III в присутствии Артура Митчелла — первого исполнителя мужской партии. После выступления Митчелл отметил, что балет «в надёжных руках». После его смерти в 2018 году Филан и Ройал повторили этот дуэт на его мемориале.
В 2018 году участвовала в рекламном туре по Азии в рамках сотрудничества балета и компании Puma.
Стала прима-балериной вскоре после возвращения труппы на сцену после пандемии COVID-19 и на фоне ухода ряда ведущих танцовщиков. Исполняла главные партии в Agon, Pas de Deux Чайковского, Аполлоне (Терпсихора), Symphony in C, Stravinsky Violin Concerto, Vienna Waltzes, La Sonnambula (Лунатичка), Сон в летнюю ночь (Титания), Лебединое озеро, Piano Pieces и др.
В 2022 году создала партию в Emanon — in Two Movements Джамара Робертса.

## Личная жизнь
В 2022 году вышла замуж за Кэмерона Дика, бывшего танцовщика Нью-Йорк Сити балета.

## Фильмография
- 2019 — Джон Уик 3 — балерина Руни
- 2020 — Думаю, как всё закончить — танцевальная сцена-сон
- 2025 — сериал Étoile — балерина Джули